# Burg Holštejn
Die Burg Holštejn (Holstein, ursprünglich Hohlenstein) ist die Ruine einer Felsenburg bei Holštejn im Norden des Mährischen Karstes in Tschechien.

## Geschichte
Die Burg Holštejn wurde im Jahr 1278 von Hartmann von Holštejn aus dem Geschlecht von Čeblovice auf dem Hohlen Stein errichtet. Ihren Namen erhielt sie nach der im Burgfelsen liegenden Höhle. Zunächst wurde sie Hohlenstein, später Holstein genannt. Unter den Herren von Čeblovice erfolgte die Kolonisation der umliegenden Waldgebiete des Drahaner Berglandes mit deutschen Siedlern. Hartmanns einziger Sohn Crha trat in ein Kloster ein und starb 1308. Mit dem Tode Hartmanns von Holštejn erlosch das Geschlecht von Čeblovice im Jahre 1315 und die Herrschaft fiel an die Krone Böhmen heim. Der größte Teil der Hohlensteiner Besitzungen wurde danach an den Landeshauptmann Čeněk von Leipa verliehen. Dieser verkaufte vor 1321 die Burg mit dem Hof Holštejn und den zugehörigen Dörfern Hartwigslag, Zybothslag, Kylein, Boda, Czynols, Gothfridslag, Merhlinslag (Bystřec),  Ulraischlag (Budkovany), Gedwicz), Wylhlemslag, der Hälfte von Preterslag sowie dem Thenwald an Wok/Vok, der wie die Herren von Sovinec dem mährischen Geschlecht der Hrut entstammte und den eigenständigen Stamm der Herren von Holstein begründete. Erst 1349 wurde der Verkauf in der Landtafel eingetragen. 1371 erfolgte der Eintrag Woks II. von Holštejn als Besitzer der Herrschaft in der Landtafel. Zu dieser Zeit war die ursprüngliche deutsche Besiedlung bereits wieder erloschen, und die Dörfer erhielten tschechische Namen. Nachfolgender Besitzer wurde Wok III. von Holštejn, ein Sohn Woks II. Er teilte die Güter noch zu Lebzeiten mit seinem Sohn Wok IV., der seinen Sitz auf Lipovec hatte und auch das Prädikat Wok von Lipovec gebrauchte. Wok IV. von Holštejn fiel 1420 in der Schlacht bei Vyšehrad und sein Erbe wurde Wok V. von Holštejn. In der nachfolgenden Zeit wurde die Burg durch die Hussiten zerstört, aber bald darauf wieder aufgebaut. Die meisten Dörfer waren verwüstet. 1437 verkaufte Wok V. die Herrschaft an Hynek von Waldstein. Später erwarb Wok V. zumindest einen Teil der Herrschaft zurück. 1455 verkaufte er den nördlichen Teil mit der Burg und dem Städtchen Holštejn, den Dörfern Ostrov und Lipovec sowie dem wüsten Dorf Housko an Půta von Sovinec auf Doubravice. 1474 erbten die Brüder Jindřich, Zikmund, Jan und Heralt von Sovinec und Doubravice die Güter. Sie verkauften den Besitz 1483 an Dobeš Černohorský von Boskowitz. Von ihm erwarb 1493 Hynek von Popůvek die Burg. Er hatte seinen Sitz auf der Feste Pozořice und ließ die Burg verfallen. Nach seinem Tod 1528 erbte seine Tochter Margarethe die Güter. 1531 heiratete sie Johann von Widbach, zu dieser Zeit wird die Burg als wüst erwähnt. Im Jahre 1550 erwarb Jan von Zdenín, ein Sohn des Jan Dubčanský von Zdenín, die verlassene Burg. Bernard Drnovský von Drnovec kaufte 1567 die aus der wüsten Burg, den Dörfern Ostrow und Lipowetz, Anteilen von Poidom und Scheschuwka sowie den Wüstungen Holnstein, Husky und Kuliřow bestehende Herrschaft Holštejn von den Brüdern Jan und Bedřich von Zdenín und schloss sie an die Herrschaft Rájec an.

## Bauliche Anlagen
Erhalten sind Teile der Mantelmauern und Reste der Außenwand des Palases, ebenso die Außenwand des Bergfrieds, die jedoch allesamt in keinem guten Zustand sind. Unter dem Burgfelsen liegt die Höhle Hladomorna.